# Octostruma petiolata
Octostruma petiolata är en myrart som först beskrevs av Mayr 1887.  Octostruma petiolata ingår i släktet Octostruma och familjen myror. Inga underarter finns listade i Catalogue of Life.